# Лабаші-Мардук
Лабаші-Мардук — цар  Нововавилонського царства (квітень/травень - червень 556 до н. е.), з X Нововавилонської (халдейської) династії. Неповнолітній син Нерґал-шар-уцура.

## Життєпис
У середині травня 556 до н. е. проти нього виступив інший претендент на престол — ставленик вавилонської знаті і жерців Набонід. Причому, одні міста Вавилонії визнавали царем Лабаші-Мардука, інші — Набоніда. У Вавилонії готова була спалахнути громадянська війна, але цього не сталося, так як в червні Лабаші-Мардук був убитий «друзями», бо, як каже Берос, «виявляв у багатьох відношеннях погані нахили», або, за словами Набоніда, «не вмів правити і проти волі богів сів на престол». Очевидно, юний цар став проявляти самостійний характер, всупереч очікуванням жерців — «друзів» його батька; він не вмів правити в їх дусі, а тому був ними усунутий. Царем Вавилона став Набонід.
Берос говорить, що Лабаші-Мардук правив 9 місяців, однак остання засвідчена дата правління Лабаші-Мардука — 13 червня 556 до н. е. Правда, цілком можливо, що Лабаші-Мардук був співправителем батька в останні місяці його життя.